# Microregiunea Kiskőrös
Microregiunea Kiskőrös (în maghiară Kiskőrösi kistérség) a fost o microregiune statistică (kistérség) din județul Bács-Kiskun, Ungaria.
Cu o populație de 54.807 locuitori și o suprafață de 1.130,33 km2, aceasta a existat până în 2014, când în Ungaria, microregiunile ”kistérségek” au fost înlocuite de districte (járások).